# Édson (1930–1991)
Édson, właśc. Édson Campos Martins (ur. 12 sierpnia 1930 w Rio de Janeiro, zm. 12 sierpnia 1991) – piłkarz brazylijski, występujący na pozycji obrońcy.

## Kariera klubowa
W czasie kariery piłkarskiej Édson grał w Bangu AC 1952–1955, SE Palmeiras 1958–1959 oraz CR Flamengo w 1959. Z Palmeiras zdobył mistrzostwo stanu São Paulo – Campeonato Paulista w 1959 roku.

## Kariera reprezentacyjna
W 1952 roku Édson uczestniczył w Igrzyskach Olimpijskich w Helsinkach. Na turnieju Mauro wystąpił we wszystkich trzech meczach reprezentacji Brazylii z Holandią i Luksemburgiem oraz RFN w ćwierćfinale.